# Miami Open 2005
Il Miami Open 2005 (conosciuto anche come NASDAQ-100 Open, per motivi di sponsorizzazione) 
è stato un torneo di tennis giocato sulla cemento. 
È stata la 21ª edizione del Miami Open, che faceva parte della categoria ATP Masters Series nell'ambito dell'ATP Tour 2005,
e della Tier I nell'ambito del WTA Tour 2005. 
Sia il torneo maschile che quello femminile si sono giocati al Tennis Center at Crandon Park di Key Biscayne in Florida, 
dal 21 marzo al 3 aprile 2005.

## Campioni

### Singolare maschile
Roger Federer ha battuto in finale  Rafael Nadal con il punteggio di 2–6, 6(4)–7, 7–6(5), 6–3, 6–1.

### Singolare femminile
Kim Clijsters ha battuto in finale  Marija Šarapova con il punteggio di 6-3, 7-5.

### Doppio maschile
Jonas Björkman /  Maks Mirny hanno battuto in finale  Wayne Black /  Kevin Ullyett con il punteggio di 6-1, 6-2.

### Doppio femminile
Svetlana Kuznecova /  Alicia Molik hanno battuto in finale  Lisa Raymond /  Rennae Stubbs per 7-5, 6(5)-7, 6-2.